# A Descent into the Maelström
A Descent into the Maelström (Uma Descida ao Maelström, em português) é um conto escrito por Edgar Allan Poe, publicado pela primeira vez na Graham's Magazine em 1841. 

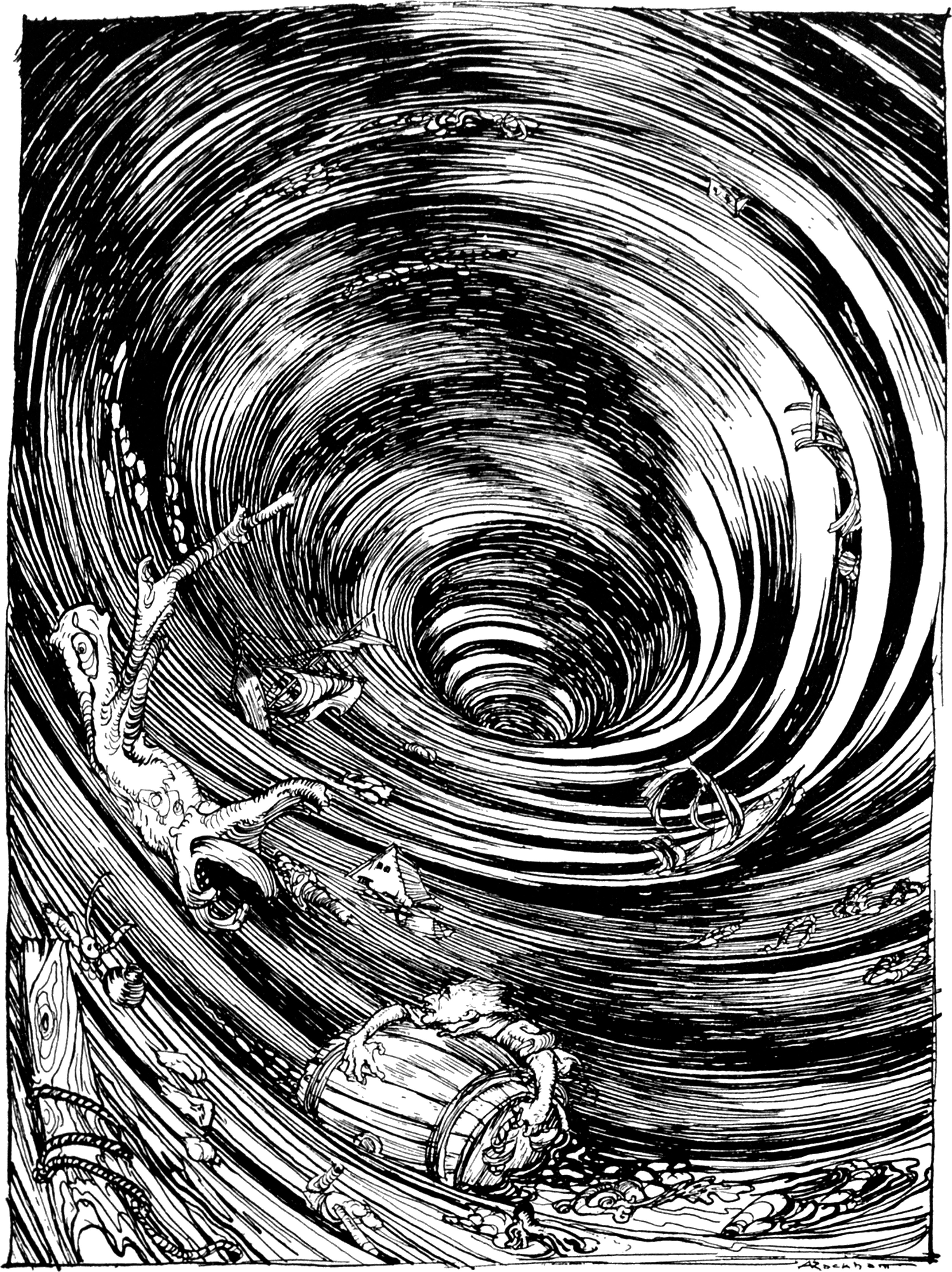
Ilustração de Harry Clarke de "Uma Descida ao Maelström"

No conto um velho marinheiro conta a história de um naufrágio que sofreu num grande turbilhão (Maelström) nas costas da Noruega. 
Em 1962, o escritor de ficção científica britânico Arthur C. Clarke escreveu o conto "Maelstrom II" inspirado na história de Poe. Foi publicado pela primeira vez pela Playboy e também pode ser encontrado na antologia de Clarke, "The Wind from the Sun" (1972). A história se passa na órbita da Lua e não no mar. 